# Escut de Tiurana
L'escut oficial de Tiurana té el següent blasonament:
Escut caironat: de sinople, dues claus passades en sautor, amb les dents a dalt i mirant cap enfora, la d'or en banda i per damunt de la d'argent, en barra; el peu escacat d'or i de sable. Per timbre, una corona mural de vila.

## Història
Va ser aprovat el 15 d'octubre de 1999 i publicat al DOGC el 3 de novembre del mateix any amb el número 3007.
Les claus de Sant Pere són l'atribut del patró de la vila. El peu conté l'escacat del comtat d'Urgell, ja que el castell de Tiurana (del segle xiii) hi pertanyia.